# Felicità (novella)
Felicità è una novella di Luigi Pirandello, contenuta ne Il viaggio, dodicesimo volume delle Novelle per un anno.

## Trama
La novella è ambientata in un palazzo siciliano dove la figlia della duchessa, di nome Elisabetta, prova a combattere contro i pregiudizi sulle donne di quel tempo e sulla differenza delle classi sociali, chiedendo al parroco e a suo padre di sposare un insegnante delle elementari conosciuto mentre dava delle ripetizioni a suo fratello. Il parroco accetta che Elisabetta si sposi a patto che rispetti alcune condizioni da lui imposte, tra cui quella di non tornare più a palazzo. Ottiene anche l'approvazione da parte del padre e non le rimane che fare la proposta al suo futuro marito. Tutto questo tramite la madre. Il suo futuro marito accetta e si sposano, andranno a vivere insieme e poco dopo Elisabetta rimane incinta. Nel frattempo Fabrizio il suo attuale marito viene accusato di banditismo e fugge dalla Sicilia. Elisabetta partorisce e nonostante tutte le difficoltà è contenta di crescere suo figlio e di avere bisogno di aiuto da parte del padre che l'aveva sempre trascurata ed era veramente felice.

## Temi trattati
Pirandello in questa novella tratta come argomenti: la condizione femminile e i suoi doveri verso la famiglia mettendo a nudo quanto sia importante la libertà per una donna, quanto possa essere felice nel compiere le proprie scelte decise da lei e non da altri e L’autore  evidenzia anche la differenza tra le classi sociali dell'epoca dove una duchessa non poteva sposare un uomo "povero" o di classe inferiore.